# Теодорув (Бжезінський повіт)
Теодорув (пол. Teodorów) — село в Польщі, у гміні Бжезіни Бжезінського повіту Лодзинського воєводства.
У 1975-1998 роках село належало до Скерневицького воєводства.